# Karlsruhe/Baden-Badens flygplats
Karlsruhe/Baden-Badens flygplats (tyska: Flughafen Karlsruhe/Baden-Baden) eller Baden Airpark är en internationell flygplats belägen i delstaten Baden-Württemberg i Tyskland, 40 km söder om Karlsruhe, 15 km väster om Baden-Baden och 55 km norr om Strasbourg i Frankrike.

## Historia
Flughafen Karlsruhe/Baden-Baden var en kanadensisk militär/flygbas (CFB Baden-Soellingen) mellan åren 1953 och 1993. Det nystartade företaget Baden Airpark GmbH tog över flygplatsen 1995 och första civila trafiken togs vid 17 maj 1997.

## Marktransport
Flygplatsen kan nås av flera olika lokala busslinjer från järnvägsstationerna i Baden-Baden och Rastatt. Det går även ett antal långdistansbussar från Offenburg, Freiburg im Breisgau, Strasbourg, Mannheim, Heidelberg samt Frankfurt-Hahns flygplats.

## Flygbolag och destinationer
- Blue Wings (Antalya)
- Ryanair (Alicante, Dublin, Girona, London-Stansted, Rom-Ciampino, Stockholm-Arlanda, Valencia)
- Sky Airlines (Antalya)
- Sun Express (Antalya)
- TUIfly (Antalya, Fuerteventura, Heraklion, Las Palmas, Palma de Mallorca, Rhodos, Teneriffa södra)
- Tunisair (Monastir)